# Katsuyoshi Shinto
Katsuyoshi Shinto (信藤 健仁, Shinto Katsuyoshi) est un footballeur japonais né le 15 septembre 1960 dans la préfecture de Hiroshima au Japon.